# Torneio de Wimbledon de 2021 - Dia a dia
Estes foram os jogos realizados nas quadras mais importantes a partir do primeiro dia das chaves principais.

## Dia 1 (28 de junho)
- Cabeças de chave eliminados:
  - Simples masculino:  Stefanos Tsitsipas [3],  Jannik Sinner [19],  Nikoloz Basilashvili [24],  Reilly Opelka [27],  Alejandro Davidovich Fokina [30]
  - Simples feminino:  Petra Kvitová [10],  Veronika Kudermetova [29]

Ordem dos jogos:
| Quadra Central              | Quadra Central                                       | Quadra Central                                       | Quadra Central     |
| Evento                      | Vencedor(a)/(es/as)                                  | Derrotado(a)/(os/as)                                 | Resultado          |
| --------------------------- | ---------------------------------------------------- | ---------------------------------------------------- | ------------------ |
| Simples masculino – 1ª fase | Novak Djokovic [1]                                   | Jack Draper [WC]                                     | 4–6, 6–1, 6–2, 6–2 |
| Simples feminino – 1ª fase  | Sloane Stephens                                      | Petra Kvitová [10]                                   | 6–3, 6–4           |
| Simples masculino – 1ª fase | Andy Murray [WC]                                     | Nikoloz Basilashvili [24]                            | 6–4, 6–3, 5–7, 6–3 |
| Quadra Nº 1                 |                                                      |                                                      |                    |
| Evento                      | Vencedor(a)/(es/as)                                  | Derrotado(a)/(os/as)                                 | Resultado          |
| Simples feminino – 1ª fase  | Aryna Sabalenka [2]                                  | Monica Niculescu [Q]                                 | 6–1, 6–4           |
| Simples masculino – 1ª fase | Frances Tiafoe                                       | Stefanos Tsitsipas [3]                               | 6–4, 6–4, 6–3      |
| Simples feminino – 1ª fase  | Iga Świątek [7]                                      | Hsieh Su-wei                                         | 6–4, 6–4           |
| Simples feminino – 1ª fase  | Kristie Ahn [LL]                                     | Heather Watson                                       | 2–6, 7–63, 8–6     |
| Quadra Nº 2                 |                                                      |                                                      |                    |
| Evento                      | Vencedor(a)/(es/as)                                  | Derrotado(a)/(os/as)                                 | Resultado          |
| Simples feminino – 1ª fase  | Garbiñe Muguruza [2]                                 | Fiona Ferro                                          | 6–0, 6–1           |
| Simples masculino – 1ª fase | Andrey Rublev [5]                                    | Federico Delbonis                                    | 4–6, 6–4, 6–1, 6–2 |
| Simples masculino – 1ª fase | Diego Schwartzman [9] vs. Benoît Paire               | Diego Schwartzman [9] vs. Benoît Paire               | 6–3, 6–4, suspenso |
| Simples masculino – 1ª fase | Daniel Evans [22] vs. Feliciano López                | Daniel Evans [22] vs. Feliciano López                | adiado             |
| Simples feminino – 1ª fase  | Mihaela Buzărnescu [PR] vs. Venus Williams           | Mihaela Buzărnescu [PR] vs. Venus Williams           | adiado             |
| Quadra Nº 3                 |                                                      |                                                      |                    |
| Evento                      | Vencedor(a)/(es/as)                                  | Derrotado(a)/(os/as)                                 | Resultado          |
| Simples feminino – 1ª fase  | Madison Keys [23]                                    | Katie Swan [Q]                                       | 6–3, 6–4           |
| Simples feminino – 1ª fase  | Sofia Kenin [4]                                      | Wang Xinyu [Q]                                       | 6–4, 6–2           |
| Simples masculino – 1ª fase | Naomi Broady [WC]                                    | Marco Cecchinato                                     | 6–3, 6–4, 6–0      |
| Simples masculino – 1ª fase | Denis Shapovalov [10] vs. Philipp Kohlschreiber [PR] | Denis Shapovalov [10] vs. Philipp Kohlschreiber [PR] | adiado             |

## Dia 2 (29 de junho)
- Cabeças de chave eliminados:
  - Simples masculino:  Alex de Minaur [15]
  - Simples feminino:  Serena Williams [6],  Kiki Bertens [17],  Alison Riske [28]

Ordem dos jogos:
| Quadra Central              | Quadra Central                                 | Quadra Central                                 | Quadra Central                    |
| Evento                      | Vencedor(a)/(es/as)                            | Derrotado(a)/(os/as)                           | Resultado                         |
| --------------------------- | ---------------------------------------------- | ---------------------------------------------- | --------------------------------- |
| Simples feminino – 1ª fase  | Ashleigh Barty [1]                             | Carla Suárez Navarro [PR]                      | 6–1, 16–7, 6–1                    |
| Simples masculino – 1ª fase | Roger Federer [6]                              | Adrian Mannarino                               | 6–4, 36–7, 3–6, 6–2, ab.          |
| Simples feminino – 1ª fase  | Aliaksandra Sasnovich                          | Serena Williams [6]                            | 3–3, ab.                          |
| Quadra Nº 1                 |                                                |                                                |                                   |
| Evento                      | Vencedor(a)/(es/as)                            | Derrotado(a)/(os/as)                           | Resultado                         |
| Simples masculino – 1ª fase | Alexander Zverev [4]                           | Tallon Griekspoor [Q]                          | 6–3, 6–4, 6–1                     |
| Simples feminino – 1ª fase  | Angelique Kerber [25]                          | Nina Stojanović                                | 6–4, 6–3                          |
| Simples masculino – 1ª fase | Daniil Medvedev [2]                            | Jan-Lennard Struff                             | 6–4, 6–1, 4–6, 7–63               |
| Simples masculino – 1ª fase | Nick Kyrgios vs. Ugo Humbert [21]              | Nick Kyrgios vs. Ugo Humbert [21]              | 6–3, 4–6, 3–6, 6–1, 3–3, suspenso |
| Quadra Nº 2                 |                                                |                                                |                                   |
| Evento                      | Vencedor(a)/(es/as)                            | Derrotado(a)/(os/as)                           | Resultado                         |
| Simples masculino – 1ª fase | Daniel Evans [22]                              | Feliciano López                                | 7–64, 6–2, 7–5                    |
| Simples masculino – 1ª fase | Diego Schwartzman [9]                          | Benoît Paire                                   | 6–3, 6–4, 6–0                     |
| Simples feminino – 1ª fase  | Coco Gauff [20]                                | Francesca Jones [WC]                           | 7–5, 6–4                          |
| Simples masculino – 1ª fase | Lucas Pouille vs. Cameron Norrie [29]          | Lucas Pouille vs. Cameron Norrie [29]          | 7–66, suspenso                    |
| Simples feminino – 1ª fase  | Alizé Cornet vs. Bianca Andreescu [5]          | Alizé Cornet vs. Bianca Andreescu [5]          | adiado                            |
| Quadra Nº 3                 |                                                |                                                |                                   |
| Evento                      | Vencedor(a)/(es/as)                            | Derrotado(a)/(os/as)                           | Resultado                         |
| Simples feminino – 1ª fase  | Venus Williams                                 | Mihaela Buzărnescu [PR]                        | 7–5, 4–6, 6–3                     |
| Simples feminino – 1ª fase  | Barbora Krejčíková [14]                        | Clara Tauson                                   | 6–3, 6–2                          |
| Simples masculino – 1ª fase | Fernando Verdasco vs. Grigor Dimitrov [18]     | Fernando Verdasco vs. Grigor Dimitrov [18]     | adiado                            |
| Simples masculino – 1ª fase | Félix Auger-Aliassime [16] vs. Thiago Monteiro | Félix Auger-Aliassime [16] vs. Thiago Monteiro | adiado                            |

## Dia 3 (30 de junho)
- Cabeças de chave eliminados:
  - Simples masculino:  Pablo Carreño Busta [11],  Casper Ruud [12],  Aslan Karatsev [20],  Ugo Humbert [20],  John Isner [28]
  - Simples feminino:  Sofia Kenin [4],  Bianca Andreescu [5],  Belinda Bencic [9],  Jessica Pegula [22],  Anett Kontaveit [24],  Petra Martić [26],  Ekaterina Alexandrova [32]

Ordem dos jogos:
| Quadra Central              | Quadra Central             | Quadra Central                | Quadra Central          |
| Evento                      | Vencedor(a)/(es/as)        | Derrotado(a)/(os/as)          | Resultado               |
| --------------------------- | -------------------------- | ----------------------------- | ----------------------- |
| Simples masculino – 2ª fase | Novak Djokovic [1]         | Kevin Anderson                | 6–3, 6–3, 6–3           |
| Simples feminino – 2ª fase  | Aryna Sabalenka [2]        | Katie Boulter [WC]            | 4–6, 6–3, 6–3           |
| Simples masculino – 2ª fase | Andy Murray [WC]           | Oscar Otte [Q]                | 6–3, 4–6, 4–6, 6–4, 6–2 |
| Quadra Nº 1                 |                            |                               |                         |
| Evento                      | Vencedor(a)/(es/as)        | Derrotado(a)/(os/as)          | Resultado               |
| Simples feminino – 1ª fase  | Elina Svitolina [3]        | Alison Van Uytvanck           | 6–3, 2–6, 6–3           |
| Simples masculino – 1ª fase | Nick Kyrgios               | Ugo Humbert [21]              | 6–3, 4–6, 3–6, 6–1, 9–7 |
| Simples masculino – 2ª fase | Daniel Evans [22]          | Dušan Lajović                 | 6–3, 6–3, 6–4           |
| Simples feminino – 2ª fase  | Ons Jabeur [21]            | Venus Williams                | 7–5, 6–0                |
| Quadra Nº 2                 |                            |                               |                         |
| Evento                      | Vencedor(a)/(es/as)        | Derrotado(a)/(os/as)          | Resultado               |
| Simples feminino – 1ª fase  | Alizé Cornet               | Bianca Andreescu [5]          | 6–2, 6–1                |
| Simples masculino – 1ª fase | Cameron Norrie [29]        | Lucas Pouille                 | 66–7, 7–5, 6–2, 7–5     |
| Simples masculino – 1ª fase | Félix Auger-Aliassime [16] | Thiago Monteiro               | 6–3, 6–3, 6–3           |
| Simples feminino – 2ª fase  | Iga Świątek [7]            | Vera Zvonareva                | 6–1, 6–3                |
| Simples feminino – 2ª fase  | Madison Brengle            | Sofia Kenin [4]               | 6–2, 6–4                |
| Quadra Nº 3                 |                            |                               |                         |
| Evento                      | Vencedor(a)/(es/as)        | Derrotado(a)/(os/as)          | Resultado               |
| Simples masculino – 1ª fase | Matteo Berrettini [7]      | Guido Pella                   | 6–4, 3–6, 6–4, 6–0      |
| Simples masculino – 1ª fase | Grigor Dimitrov [18]       | Fernando Verdasco             | 3–6, 6–3, 6–4, 6–4      |
| Simples feminino – 1ª fase  | Kaja Juvan                 | Belinda Bencic [9]            | 6–3, 6–3                |
| Simples feminino – 2ª fase  | Garbiñe Muguruza [11]      | Lesley Pattinama Kerkhove [Q] | 6–1, 6–4                |
| Simples feminino – 2ª fase  | Sloane Stephens            | Kristie Ahn [LL]              | 7–5, 6–3                |

## Dia 4 (1º de julho)
- Cabeças de chave eliminados:
  - Simples masculino:  Gaël Monfils [13],  Grigor Dimitrov [18]
  - Simples feminino:  Elina Svitolina [3],  Victoria Azarenka [12],  Maria Sakkari [15],  Daria Kasatkina [31]
  - Duplas masculinas:  Tim Pütz /  Michael Venus [12],  Sander Gillé /  Joran Vliegen [13]
  - Duplas femininas:  Tímea Babos /  Kristina Mladenovic [2],  Alexa Guarachi /  Desirae Krawczyk [6],  Hayley Carter /  Luisa Stefani [8],  Darija Jurak /  Andreja Klepač [10]

Ordem dos jogos:
| Quadra Central              | Quadra Central             | Quadra Central               | Quadra Central      |
| Evento                      | Vencedor(a)/(es/as)        | Derrotado(a)/(os/as)         | Resultado           |
| --------------------------- | -------------------------- | ---------------------------- | ------------------- |
| Simples feminino – 2ª fase  | Ashleigh Barty [1]         | Anna Blinkova                | 6–4, 6–3            |
| Simples feminino – 2ª fase  | Coco Gauff [20]            | Elena Vesnina [PR]           | 6–4, 6–3            |
| Simples masculino – 2ª fase | Roger Federer [6]          | Richard Gasquet              | 7–61, 6–1, 6–4      |
| Quadra Nº 1                 |                            |                              |                     |
| Evento                      | Vencedor(a)/(es/as)        | Derrotado(a)/(os/as)         | Resultado           |
| Simples masculino – 2ª fase | Cameron Norrie [29]        | Alex Bolt [WC]               | 6–3, 6–1, 6–2       |
| Simples masculino – 2ª fase | Daniil Medvedev [2]        | Carlos Alcaraz [WC]          | 6–4, 6–1, 6–2       |
| Simples feminino – 2ª fase  | Sorana Cîrstea             | Victoria Azarenka [12]       | 7–65, 3–6, 6–4      |
| Quadra Nº 2                 |                            |                              |                     |
| Evento                      | Vencedor(a)/(es/as)        | Derrotado(a)/(os/as)         | Resultado           |
| Simples masculino – 2ª fase | Alexander Zverev [4]       | Tennys Sandgren              | 7–5, 6–2, 6–3       |
| Simples feminino – 2ª fase  | Magda Linette              | Elina Svitolina [3]          | 6–3, 6–4            |
| Simples feminino – 2ª fase  | Angelique Kerber [25]      | Sara Sorribes Tormo          | 7–5, 5–7, 6–4       |
| Simples masculino – 2ª fase | Félix Auger-Aliassime [16] | Mikael Ymer                  | 6–4, 4–6, 7–64, 6–1 |
| Quadra Nº 3                 |                            |                              |                     |
| Evento                      | Vencedor(a)/(es/as)        | Derrotado(a)/(os/as)         | Resultado           |
| Simples feminino – 2ª fase  | Barbora Krejčíková [14]    | Andrea Petkovic [PR]         | 7–5, 6–4            |
| Simples masculino – 2ª fase | Matteo Berrettini [7]      | Botic van de Zandschulp [LL] | 6–3, 6–4, 7–64      |
| Simples feminino – 2ª fase  | Jeļena Ostapenko           | Daria Kasatkina [31]         | 6–1, 3–6, 8–6       |
| Simples masculino – 2ª fase | Nick Kyrgios               | Gianluca Mager               | 7–67, 6–4, 6–4      |

## Dia 5 (2 de julho)
- Cabeças de chave eliminados:
  - Simples masculino:  Diego Schwartzman [9],  Daniel Evans [22],  Fabio Fognini [26]
  - Simples feminino:  Garbiñe Muguruza [11],  Elise Mertens [13]
  - Duplas masculinas:  Kevin Krawietz /  Horia Tecău [9]
  - Duplas femininas:  Nicole Melichar /  Demi Schuurs [4]

Ordem dos jogos:
| Quadra Central              | Quadra Central                        | Quadra Central                     | Quadra Central      |
| Evento                      | Vencedor(a)/(es/as)                   | Derrotado(a)/(os/as)               | Resultado           |
| --------------------------- | ------------------------------------- | ---------------------------------- | ------------------- |
| Simples feminino – 3ª fase  | Ons Jabeur [21]                       | Garbiñe Muguruza [11]              | 5–7, 6–3, 6–2       |
| Simples masculino – 3ª fase | Sebastian Korda                       | Daniel Evans [22]                  | 6–3, 3–6, 6–3, 6–4  |
| Simples masculino – 3ª fase | Denis Shapovalov [10]                 | Andy Murray [WC]                   | 6–4, 6–2, 6–2       |
| Quadra Nº 1                 |                                       |                                    |                     |
| Evento                      | Vencedor(a)/(es/as)                   | Derrotado(a)/(os/as)               | Resultado           |
| Simples feminino – 3ª fase  | Liudmila Samsonova [WC]               | Sloane Stephens                    | 6–2, 2–6, 6–4       |
| Simples masculino – 3ª fase | Novak Djokovic [1]                    | Denis Kudla [Q]                    | 6–4, 6–3, 7–67      |
| Simples feminino – 3ª fase  | Madison Keys [23]                     | Elise Mertens [13]                 | 7–5, 6–3            |
| Quadra Nº 2                 |                                       |                                    |                     |
| Evento                      | Vencedor(a)/(es/as)                   | Derrotado(a)/(os/as)               | Resultado           |
| Simples feminino – 3ª fase  | Karolína Plíšková [8]                 | Tereza Martincová                  | 6–3, 6–3            |
| Simples feminino – 3ª fase  | Aryna Sabalenka [2]                   | María Camila Osorio Serrano [Q]    | 6–0, 6–3            |
| Simples masculino – 3ª fase | Roberto Bautista Agut [8]             | Dominik Koepfer                    | 7–5, 6–1, 7–64      |
| Duplas mistas – 1ª fase     | Nick Kyrgios [WC] Venus Williams [WC] | Austin Krajicek Sabrina Santamaria | 6–3, 3–6, 7–5       |
| Quadra Nº 3                 |                                       |                                    |                     |
| Evento                      | Vencedor(a)/(es/as)                   | Derrotado(a)/(os/as)               | Resultado           |
| Simples masculino – 3ª fase | Andrey Rublev [5]                     | Fabio Fognini [26]                 | 6–3, 5–7, 6–4, 6–2  |
| Simples masculino – 3ª fase | Márton Fucsovics                      | Diego Schwartzman [9]              | 6–3, 6–3, 66–7, 6–4 |
| Duplas mistas – 1ª fase     | Joe Salisbury Harriet Dart            | Henri Kontinen Heather Watson      | 6–1, 7–63           |

## Dia 6 (3 de julho)
- Cabeças de chave eliminados:
  - Simples masculino:  Cameron Norrie [29],  Taylor Fritz [31],  Marin Čilić [32]
  - Simples feminino:  Anastasia Pavlyuchenkova [16]
  - Duplas masculinas:  Pierre-Hugues Herbert /  Nicolas Mahut [2],  Ivan Dodig /  Filip Polášek [5],  Jamie Murray /  Bruno Soares [7],  Henri Kontinen /  Édouard Roger-Vasselin [11],  Marcus Daniell /  Philipp Oswald [15]
  - Duplas mistas:  Michael Venus /  Chan Hao-ching [8]

Ordem dos jogos:
| Quadra Central              | Quadra Central             | Quadra Central        | Quadra Central           |
| Evento                      | Vencedor(a)/(es/as)        | Derrotado(a)/(os/as)  | Resultado                |
| --------------------------- | -------------------------- | --------------------- | ------------------------ |
| Simples feminino – 3ª fase  | Coco Gauff [20]            | Kaja Juvan            | 6–3, 6–3                 |
| Simples masculino – 3ª fase | Roger Federer [6]          | Cameron Norrie [29]   | 6–4, 6–4, 5–7, 6–4       |
| Simples feminino – 3ª fase  | Ashleigh Barty [1]         | Kateřina Siniaková    | 6–3, 7–5                 |
| Quadra Nº 1                 |                            |                       |                          |
| Evento                      | Vencedor(a)/(es/as)        | Derrotado(a)/(os/as)  | Resultado                |
| Simples feminino – 3ª fase  | Emma Raducanu [WC]         | Sorana Cîrstea        | 6–3, 7–5                 |
| Simples masculino – 3ª fase | Félix Auger-Aliassime [16] | Nick Kyrgios          | 2–6, 6–1, ab.            |
| Simples masculino – 3ª fase | Daniil Medvedev [2]        | Marin Čilić [32]      | 36–7, 3–6, 6–3, 6–3, 6–2 |
| Quadra Nº 2                 |                            |                       |                          |
| Evento                      | Vencedor(a)/(es/as)        | Derrotado(a)/(os/as)  | Resultado                |
| Simples feminino – 3ª fase  | Angelique Kerber [25]      | Aliaksandra Sasnovich | 2–6, 6–0, 6–1            |
| Simples masculino – 3ª fase | Alexander Zverev [4]       | Taylor Fritz [31]     | 36–7, 6–4, 6–3, 7–64     |
| Quadra Nº 3                 |                            |                       |                          |
| Evento                      | Vencedor(a)/(es/as)        | Derrotado(a)/(os/as)  | Resultado                |
| Simples masculino – 3ª fase | Matteo Berrettini [7]      | Aljaž Bedene          | 6–4, 6–4, 6–4            |
| Simples feminino – 3ª fase  | Barbora Krejčíková [14]    | Anastasija Sevastova  | 7–61, 3–6, 7–5           |

## Middle Sunday (4 de julho)
Pela tradição, este domingo, chamado de 'Middle Sunday', é dia de descanso.

## Dia 7 (5 de julho)
- Cabeças de chave eliminados:
  - Simples masculino:  Alexander Zverev [4],  Andrey Rublev [5],  Roberto Bautista Agut [8],  Cristian Garín [17],  Lorenzo Sonego [23]
  - Simples feminino:  Iga Świątek [7],  Barbora Krejčíková [14],  Elena Rybakina [18],  Coco Gauff [20],  Madison Keys [23],  Paula Badosa [30]
  - Duplas masculinas:  Max Purcell /  Luke Saville [16]
  - Duplas femininas:  Sharon Fichman /  Giuliana Olmos [9],  Laura Siegemund /  Vera Zvonareva [11],  Nadiia Kichenok /  Raluca Olaru [13],  Asia Muhammad /  Jessica Pegula [14]
  - Duplas mistas:  Ben McLachlan /  Ena Shibahara [15]

Ordem dos jogos:
| Quadra Central              | Quadra Central                                                                    | Quadra Central                                                                    | Quadra Central                |
| Evento                      | Vencedor(a)/(es/as)                                                               | Derrotado(a)/(os/as)                                                              | Resultado                     |
| --------------------------- | --------------------------------------------------------------------------------- | --------------------------------------------------------------------------------- | ----------------------------- |
| Simples masculino – 4ª fase | Novak Djokovic [1]                                                                | Cristian Garín [17]                                                               | 6–2, 6–4, 6–2                 |
| Simples feminino – 4ª fase  | Angelique Kerber [25]                                                             | Coco Gauff [20]                                                                   | 6–4, 6–4                      |
| Simples masculino – 4ª fase | Roger Federer [6]                                                                 | Lorenzo Sonego [23]                                                               | 7–5, 6–4, 6–2                 |
| Quadra Nº 1                 |                                                                                   |                                                                                   |                               |
| Evento                      | Vencedor(a)/(es/as)                                                               | Derrotado(a)/(os/as)                                                              | Resultado                     |
| Simples feminino – 4ª fase  | Ashleigh Barty [1]                                                                | Barbora Krejčíková [14]                                                           | 7–5, 6–3                      |
| Simples masculino – 4ª fase | Félix Auger-Aliassime [16]                                                        | Alexander Zverev [4]                                                              | 6–4, 7–66, 3–6, 3–6, 6–4      |
| Simples feminino – 4ª fase  | Ajla Tomljanović                                                                  | Emma Raducanu [WC]                                                                | 6–4, 3–0, ab.                 |
| Quadra Nº 2                 |                                                                                   |                                                                                   |                               |
| Evento                      | Vencedor(a)/(es/as)                                                               | Derrotado(a)/(os/as)                                                              | Resultado                     |
| Simples feminino – 4ª fase  | Ons Jabeur [21]                                                                   | Iga Świątek [7]                                                                   | 5–7, 6–1, 6–1                 |
| Simples masculino – 4ª fase | Márton Fucsovics                                                                  | Andrey Rublev [5]                                                                 | 6–3, 4–6, 4–6, 6–0, 6–3       |
| Simples masculino – 4ª fase | Hubert Hurkacz [14] vs. Daniil Medvedev [2]                                       | Hubert Hurkacz [14] vs. Daniil Medvedev [2]                                       | 2–6, 7–62, 3–6, 4–3, suspenso |
| Quadra Nº 3                 |                                                                                   |                                                                                   |                               |
| Evento                      | Vencedor(a)/(es/as)                                                               | Derrotado(a)/(os/as)                                                              | Resultado                     |
| Simples feminino – 4ª fase  | Aryna Sabalenka [2]                                                               | Elena Rybakina [18]                                                               | 6–3, 4–6, 6–3                 |
| Simples masculino – 4ª fase | Denis Shapovalov [10]                                                             | Roberto Bautista Agut [8]                                                         | 6–1, 6–3, 7–5                 |
| Duplas masculinas – 3ª fase | Juan Sebastián Cabal [3] Robert Farah [3]                                         | Max Purcell [16] Luke Saville [16]                                                | 6–3, 6–4, 2–6, 6–4            |
| Duplas mistas – 2ª fase     | Édouard Roger-Vasselin [4] Nicole Melichar [4]                                    | Nick Kyrgios [WC] Venus Williams [WC]                                             | w.o.                          |
| Duplas femininas – 3ª fase  | Coco Gauff / Catherine McNally [12] vs. Veronika Kudermetova / Elena Vesnina [PR] | Coco Gauff / Catherine McNally [12] vs. Veronika Kudermetova / Elena Vesnina [PR] | adiado                        |

## Dia 8 (6 de julho)
- Cabeças de chave eliminados:
  - Simples masculino:  Daniil Medvedev [2]
  - Simples feminino:  Karolína Muchová [19],  Ons Jabeur [21]
  - Duplas masculinas:  Łukasz Kubot /  Marcelo Melo [8]
  - Duplas femininas:  Coco Gauff /  Catherine McNally [12],  Viktória Kužmová /  Arantxa Rus [15]
  - Duplas mistas:  Wesley Koolhof /  Demi Schuurs [3],  Rajeev Ram /  Bethanie Mattek-Sands [5],  Fabrice Martin /  Alexa Guarachi [12]

Ordem dos jogos:
| Quadra Central                       | Quadra Central                                                                       | Quadra Central                                                                       | Quadra Central           |
| Evento                               | Vencedor(a)/(es/as)                                                                  | Derrotado(a)/(os/as)                                                                 | Resultado                |
| ------------------------------------ | ------------------------------------------------------------------------------------ | ------------------------------------------------------------------------------------ | ------------------------ |
| Simples masculino – 4ª fase          | Hubert Hurkacz [14]                                                                  | Daniil Medvedev [2]                                                                  | 2–6, 7–62, 3–6, 6–3, 6–3 |
| Simples feminino – Quartas de final  | Aryna Sabalenka [2]                                                                  | Ons Jabeur [21]                                                                      | 6–4, 6–3                 |
| Simples feminino – Quartas de final  | Ashleigh Barty [1]                                                                   | Ajla Tomljanović                                                                     | 6–1, 6–3                 |
| Duplas femininas – 3ª fase           | Veronika Kudermetova [PR] Elena Vesnina [PR]                                         | Coco Gauff [12] Catherine McNally [12]                                               | 7–60, 4–6, 6–3           |
| Quadra Nº 1                          |                                                                                      |                                                                                      |                          |
| Evento                               | Vencedor(a)/(es/as)                                                                  | Derrotado(a)/(os/as)                                                                 | Resultado                |
| Simples feminino – Quartas de final  | Karolína Plíšková [8]                                                                | Viktorija Golubic                                                                    | 6–2, 6–2                 |
| Simples feminino – Quartas de final  | Angelique Kerber [25]                                                                | Karolína Muchová [19]                                                                | 6–2, 6–3                 |
| Duplas masculinas – Quartas de final | Nikola Mektić [1] Mate Pavić [1]                                                     | Łukasz Kubot [8] Marcelo Melo [8]                                                    | 3–6, 4–6, 6–4, 7–64, 6–4 |
| Quadra Nº 2                          |                                                                                      |                                                                                      |                          |
| Evento                               | Vencedor(a)/(es/as)                                                                  | Derrotado(a)/(os/as)                                                                 | Resultado                |
| Duplas mistas – 3ª fase              | Rohan Bopanna / Sania Mirza [PR] vs. Jean-Julien Rojer / Andreja Klepač [14]         | Rohan Bopanna / Sania Mirza [PR] vs. Jean-Julien Rojer / Andreja Klepač [14]         | 3–6, suspenso            |
| Simples feminino juvenil – 1ª fase   | Linda Klimovičová [SE]                                                               | Laura Hietaranta                                                                     | 6–4, 6–1                 |
| Duplas mistas – 3ª fase              | Jérémy Chardy / Naomi Broady [WC] vs. Raven Klaasen / Darija Jurak [10]              | Jérémy Chardy / Naomi Broady [WC] vs. Raven Klaasen / Darija Jurak [10]              | adiado                   |
| Duplas masculinas – Quartas de final |                                                                                      |                                                                                      |                          |
| Quadra Nº 3                          |                                                                                      |                                                                                      |                          |
| Evento                               | Vencedor(a)/(es/as)                                                                  | Derrotado(a)/(os/as)                                                                 | Resultado                |
| Duplas mistas – 3ª fase              | Édouard Roger-Vasselin / Nicole Melichar [4] vs. Andrei Vasilevski / Arina Rodionova | Édouard Roger-Vasselin / Nicole Melichar [4] vs. Andrei Vasilevski / Arina Rodionova | 6–2, 3–2, suspenso       |
| Duplas masculinas – Quartas de final | Juan Sebastián Cabal / Robert Farah [3] vs. Rajeev Ram / Joe Salisbury               | Juan Sebastián Cabal / Robert Farah [3] vs. Rajeev Ram / Joe Salisbury               | adiado                   |
| Simples masculino juvenil – 1ª fase  | Aleksander Orlikowski vs. Jack Pinnington Jones [7]                                  | Aleksander Orlikowski vs. Jack Pinnington Jones [7]                                  | adiado                   |

## Dia 9 (7 de julho)
- Cabeças de chave eliminados:
  - Simples masculino:  Roger Federer [6],  Félix Auger-Aliassime [16],  Karen Khachanov [25]
  - Duplas masculinas:  Juan Sebastián Cabal /  Robert Farah [3],  Raven Klaasen /  Ben McLachlan [14]
  - Duplas femininas:  Barbora Krejčíková /  Kateřina Siniaková [1],  Chan Hao-ching /  Latisha Chan [7],  Marie Bouzková /  Lucie Hradecká [16]
  - Duplas mistas:  Ivan Dodig /  Latisha Chan [6],  Raven Klaasen /  Darija Jurak [10],  Sander Gillé /  Hayley Carter [13]

Ordem dos jogos:
| Quadra Central                       | Quadra Central                                 | Quadra Central                                | Quadra Central          |
| Evento                               | Vencedor(a)/(es/as)                            | Derrotado(a)/(os/as)                          | Resultado               |
| ------------------------------------ | ---------------------------------------------- | --------------------------------------------- | ----------------------- |
| Simples masculino – Quartas de final | Novak Djokovic [1]                             | Márton Fucsovics                              | 6–3, 6–4, 6–4           |
| Simples masculino – Quartas de final | Hubert Hurkacz [14]                            | Roger Federer [6]                             | 6–3, 7–64, 6–0          |
| Quadra Nº 1                          |                                                |                                               |                         |
| Evento                               | Vencedor(a)/(es/as)                            | Derrotado(a)/(os/as)                          | Resultado               |
| Simples masculino – Quartas de final | Denis Shapovalov [10]                          | Karen Khachanov [25]                          | 6–4, 3–6, 5–7, 6–1, 6–4 |
| Simples masculino – Quartas de final | Matteo Berrettini [7]                          | Félix Auger-Aliassime [16]                    | 6–3, 5–7, 7–5, 6–3      |
| Quadra Nº 2                          |                                                |                                               |                         |
| Evento                               | Vencedor(a)/(es/as)                            | Derrotado(a)/(os/as)                          | Resultado               |
| Duplas femininas – Quartas de final  | Hsieh Su-wei [3] Elise Mertens [3]             | Aleksandra Krunić Nina Stojanović             | 6–1, 6–3                |
| Duplas masculinas – Quartas de final | Rajeev Ram [6] Joe Salisbury [6]               | Juan Sebastián Cabal [3] Robert Farah [3]     | 6–3, 6–4, 7–62          |
| Duplas mistas – 3ª fase              | Jean-Julien Rojer [14] Andreja Klepač [14]     | Rohan Bopanna [PR] Sania Mirza [PR]           | 6–3, 3–6, 11–9          |
| Duplas mistas – 3ª fase              | Joe Salisbury Harriet Dart                     | Oliver Marach Lyudmyla Kichenok               | 6–3, 46–7, 6–3          |
| Quadra Nº 3                          |                                                |                                               |                         |
| Evento                               | Vencedor(a)/(es/as)                            | Derrotado(a)/(os/as)                          | Resultado               |
| Duplas femininas – Quartas de final  | Shuko Aoyama [5] Ena Shibahara [5]             | Marie Bouzková [16] Lucie Hradecká [16]       | 7–63, 7–5               |
| Duplas femininas – Quartas de final  | Caroline Dolehide Storm Sanders                | Chan Hao-ching [7] Latisha Chan [7]           | 7–5, 6–2                |
| Duplas mistas – 3ª fase              | Édouard Roger-Vasselin [4] Nicole Melichar [4] | Andrei Vasilevski Arina Rodionova             | 6–2, 4–6, 6–4           |
| Duplas mistas – 3ª fase              | Neal Skupski [7] Desirae Krawczyk [7]          | Arthur Fery [Alt] Tara Moore [Alt]            | 7–65, 6–3               |
| Duplas femininas – Quartas de final  | Veronika Kudermetova [PR] Elena Vesnina [PR]   | Barbora Krejčíková [1] Kateřina Siniaková [1] | 66–7, 6–4, 9–7          |

## Dia 10 (8 de julho)
- Cabeças de chave eliminados:
  - Simples feminino:  Aryna Sabalenka [2],  Angelique Kerber [25]
  - Duplas masculinas:  Rajeev Ram /  Joe Salisbury [6]
  - Duplas mistas:  Mate Pavić /  Gabriela Dabrowski [2],  Édouard Roger-Vasselin /  Nicole Melichar [4],  Jean-Julien Rojer /  Andreja Klepač [14]

Ordem dos jogos:
| Quadra Central                      | Quadra Central                             | Quadra Central                                 | Quadra Central        |
| Evento                              | Vencedor(a)/(es/as)                        | Derrotado(a)/(os/as)                           | Resultado             |
| ----------------------------------- | ------------------------------------------ | ---------------------------------------------- | --------------------- |
| Simples feminino – Semifinais       | Ashleigh Barty [1]                         | Angelique Kerber [25]                          | 6–3, 7–63             |
| Simples feminino – Semifinais       | Karolína Plíšková [8]                      | Aryna Sabalenka [2]                            | 5–7, 6–4, 6–4         |
| Duplas mistas – Quartas de final    | Neal Skupski [7] Desirae Krawczyk [7]      | Jean-Julien Rojer [14] Andreja Klepač [14]     | 7–66, 6–2             |
| Quadra Nº 1                         |                                            |                                                |                       |
| Evento                              | Vencedor(a)/(es/as)                        | Derrotado(a)/(os/as)                           | Resultado             |
| Duplas masculinas – Semifinais      | Nikola Mektić [1] Mate Pavić [1]           | Rajeev Ram [6] Joe Salisbury [6]               | 7–66, 6–3, 26–7, 7–65 |
| Duplas mistas – Quartas de final    | John Peers [17] Zhang Shuai [17]           | Édouard Roger-Vasselin [4] Nicole Melichar [4] | 6–2, 6–4              |
| Duplas mistas – Quartas de final    | Joe Salisbury Harriet Dart                 | Jérémy Chardy [WC] Naomi Broady [WC]           | 6–4, 4–6, 5–7         |
| Quadra Nº 2                         |                                            |                                                |                       |
| Evento                              | Vencedor(a)/(es/as)                        | Derrotado(a)/(os/as)                           | Resultado             |
| Simples feminino juvenil – 2ª fase  | Matilda Mutavdzic [13]                     | Darja Viďmanová                                | 7–5, 36–7, 6–1        |
| Duplas masculinas – Semifinais      | Marcel Granollers [4] Horacio Zeballos [4] | Simone Bolelli Máximo González                 | 6–4, 6–4, 7–65        |
| Duplas mistas – Quartas de final    | Kevin Krawietz [9] Květa Peschke [9]       | Mate Pavić [2] Gabriela Dabrowski [2]          | 6–3, 7–63, 9–7        |
| Quadra Nº 3                         |                                            |                                                |                       |
| Evento                              | Vencedor(a)/(es/as)                        | Derrotado(a)/(os/as)                           | Resultado             |
| Simples feminino juvenil – 2ª fase  | Victoria Kasintseva [1]                    | Eva Shaw                                       | 7–64, 6–4             |
| Simples masculino juvenil – 2ª fase | Jack Pinnington Jones [7]                  | João Victor Couto Loureiro                     | 6–4, 4–6, 6–1         |
| Duplas masculinas juvenis – 2ª fase | Samir Banerjee Kokoro Isomura              | Jack Pinnington Jones [1] Juncheng Shang [1]   | w.o.                  |
| Simples masculino juvenil – 2ª fase | Pedro Boscardin Dias [5]                   | Lui Maxted                                     | 6–3, 3–6, 6–4         |
| Duplas femininas juvenis – 2ª fase  | Darja Viďmanová Radka Zelnickova           | Eleonora Alvisi Matilde Paoletti               | w.o.                  |
| Duplas femininas juvenis – 2ª fase  | Elizabeth Coleman Madison Sieg             | Nicole Rivkin Hanne Vandewinkel                | 6–3, 4–6, [10–5]      |

## Dia 11 (9 de julho)
- Cabeças de chave eliminados:
  - Simples masculino:  Denis Shapovalov [10],  Hubert Hurkacz [14]
  - Duplas femininas:  Shuko Aoyama /  Ena Shibahara [5]
  - Duplas mistas:  Kevin Krawietz /  Květa Peschke [9]

Ordem dos jogos:
| Quadra Central                               | Quadra Central                     | Quadra Central                       | Quadra Central      |
| Evento                                       | Vencedor(a)/(es/as)                | Derrotado(a)/(os/as)                 | Resultado           |
| -------------------------------------------- | ---------------------------------- | ------------------------------------ | ------------------- |
| Simples masculino – Semifinais               | Matteo Berrettini [7]              | Hubert Hurkacz [14]                  | 6–3, 6–0, 36–7, 6–4 |
| Simples masculino – Semifinais               | Novak Djokovic [1]                 | Denis Shapovalov [10]                | 7–63, 7–5, 7–5      |
| Duplas mistas – Semifinais                   | Joe Salisbury Harriet Dart         | Kevin Krawietz [9] Květa Peschke [9] | 6–2, 4–6, 6–4       |
| Quadra Nº 1                                  |                                    |                                      |                     |
| Evento                                       | Vencedor(a)/(es/as)                | Derrotado(a)/(os/as)                 | Resultado           |
| Duplas femininas – Semifinais                | Hsieh Su-wei [3] Elise Mertens [3] | Shuko Aoyama [5] Ena Shibahara [5]   | 6–4, 1–6, 6–3       |
| Duplas femininas – Semifinais                | Veronika Kudermetova Elena Vesnina | Caroline Dolehide Storm Sanders      | 7–66, 3–6, 7–5      |
| Simples masculino juvenil – Quartas de final | Juncheng Shang [1]                 | Jerome Kym [11]                      | 3–6, 7–62, 6–4      |
| Quadra Nº 3                                  |                                    |                                      |                     |
| Evento                                       | Vencedor(a)/(es/as)                | Derrotado(a)/(os/as)                 | Resultado           |
| Simples masculino juvenil – 3ª fase          | Jack Pinnington Jones [7]          | Kalin Ivanovski                      | 7–5, 6–0            |
| Simples feminino juvenil – Quartas de final  | Victoria Kasintseva [1]            | Alicia Dudeney [WC]                  | 3–6, 6–2, 6–1       |
| Simples masculino juvenil – Quartas de final | Sascha Wayenburg                   | Bruno Kuzuhara [4]                   | 56–7, 6–4, 6–2      |
| Simples masculino juvenil – Quartas de final | Victor Lilov                       | Jack Pinnington Jones [7]            | 4–6, 6–4, 6–3       |

## Dia 12 (10 de julho)
- Cabeças de chave eliminados:
  - Simples feminino:  Karolína Plíšková [8]
  - Duplas masculinas:  Marcel Granollers /  Horacio Zeballos [4]
  - Duplas mistas:  John Peers /  Zhang Shuai [17]

Ordem dos jogos:
| Quadra Central                         | Quadra Central                        | Quadra Central                               | Quadra Central      |
| Evento                                 | Vencedor(a)/(es/as)                   | Derrotado(a)/(os/as)                         | Resultado           |
| -------------------------------------- | ------------------------------------- | -------------------------------------------- | ------------------- |
| Simples feminino – Final               | Ashleigh Barty [1]                    | Karolína Plíšková [8]                        | 6–3, 46–7, 6–3      |
| Duplas femininas – Final               | Hsieh Su-wei [3] Elise Mertens [3]    | Veronika Kudermetova [PR] Elena Vesnina [PR] | 3–6, 7–5, 9–7       |
| Duplas masculinas – Final              | Nikola Mektić [1] Mate Pavić [1]      | Marcel Granollers [4] Horacio Zeballos [4]   | 6–4, 7–65, 2–6, 7–5 |
| Quadra Nº 1                            |                                       |                                              |                     |
| Evento                                 | Vencedor(a)/(es/as)                   | Derrotado(a)/(os/as)                         | Resultado           |
| Simples masculino juvenil – Semifinais | Samir Banerjee                        | Sascha Wayenburg                             | 7–63, 4–6, 6–2      |
| Duplas mistas – Semifinais             | Neal Skupski [7] Desirae Krawczyk [7] | John Peers [17] Zhang Shuai [17]             | 3–6, 7–64, 7–5      |
| Simples feminino juvenil – Semifinais  | Nastasja Schunk                       | Victoria Kasintseva [1]                      | 6–4, 4–6, 6–4       |
| Quadra Nº 3                            |                                       |                                              |                     |
| Evento                                 | Vencedor(a)/(es/as)                   | Derrotado(a)/(os/as)                         | Resultado           |
| Simples tetraplégico – Final           | Dylan Alcott [1]                      | Sam Schröder                                 | 6–2, 6–2            |
| Duplas masculinas cadeirantes – Final  | Alfie Hewett [1] Gordon Reid [1]      | Tom Egberink Joachim Gérard                  | 7–5, 6–2            |
| Duplas femininas cadeirantes – Final   | Yui Kamiji [2] Jordanne Whiley [2]    | Kgothatso Montjane                           | 6–0, 7–60           |

## Dia 13 (11 de julho)
- Cabeças de chave eliminados:
  - Simples masculino:  Matteo Berrettini [7]

Ordem dos jogos:
| Quadra Central                       | Quadra Central                        | Quadra Central             | Quadra Central      |
| Evento                               | Vencedor(a)/(es/as)                   | Derrotado(a)/(os/as)       | Resultado           |
| ------------------------------------ | ------------------------------------- | -------------------------- | ------------------- |
| Simples masculino – Final            | Novak Djokovic [1]                    | Matteo Berrettini [7]      | 46–7, 6–4, 6–4, 6–3 |
| Duplas mistas – Final                | Neal Skupski [7] Desirae Krawczyk [7] | Joe Salisbury Harriet Dart | 6–2, 7–61           |
| Quadra Nº 1                          |                                       |                            |                     |
| Evento                               | Vencedor(a)/(es/as)                   | Derrotado(a)/(os/as)       | Resultado           |
| Simples masculino juvenil – Final    | Samir Banerjee                        | Victor Lilov               | 7–5, 6–3            |
| Simples feminino juvenil – Final     | Ane Mintegi del Olmo                  | Nastasja Schunk            | 2–6, 6–4, 6–1       |
| Simples feminino cadeirante – Final  | Diede de Groot [1]                    | Kgothatso Montjane         | 6–2, 6–2            |
| Evento                               | Vencedor(a)/(es/as)                   | Derrotado(a)/(os/as)       | Resultado           |
| Simples masculino cadeirante – Final | Joachim Gérard                        | Gordon Reid                | 6–2, 7–62           |